# Història del verí

Pictograma internacional pels químics tòxics.

La història del verí s'estén des d'abans del 4500 aC fins avui dia. Els verins han estat emprats per a molts propòsits al llarg de l'existència humana, com a arma, com a antiveríns i com a medicaments. El verí ha permès grans avenços en branques de la medicina, com la toxicologia i de la tecnologia, entre d'altres.
El verí va ser descobert a l'edat antiga, i tribus i civilitzacions el van utilitzar com a eina de caça per assegurar la mort ràpida de les preses i enemics. Aquest ús del verí es va tornar cada vegada més sofisticat i molts pobles antics van començar a forjar armes dissenyades específicament per a millorar l'enverinament. Més tard, en l'època de l'Imperi Romà, un dels usos més estesos del verí va ser el de l'assassinat. Els primers enverinaments a través del menjar o de les begudes es van registrar a principis del 331 aC, i aquesta pràctica es va convertir en habitual. L'ús de substàncies fatals va tenir lloc en totes les classes socials. Així, per exemple, la noblesa sovint les feia servir per a desfer-se d'oponents polítics o econòmics en benefici propi.
A l'edat mitjana, a Europa, el verí va esdevenir una forma de matar cada vegada més popular, tot i que es van trobar cures per a molts dels verins més coneguts. Aquesta popularitat va ser estimulada per la creixent disponibilitat dels verins; els negocis (coneguts com a apotecaris) que venien diversos productes medicinals es van obrir al públic i, des d'allà, les substàncies que tradicionalment s'havien emprat amb propòsits curatius, es van fer servir per a fins més sinistres. Aproximadament en la mateixa època, a l'Orient Mitjà, els àrabs van elaborar una forma d'arsènic inodor i transparent, de manera que el verí era difícil de detectar. En aquell temps, l'epidèmia d'enverinaments es va estendre també a parts d'Àsia.
Amb el temps, l'ús de verins per a finalitats amb efectes nocius va seguir incrementant. Els mitjans de curació contra aquests verins també van continuar avançant paral·lelament. Avui dia l'enverinament intencionat és menys freqüent que a 'edat mitjana. Això no obstant, la preocupació més comuna és el risc d'enverinament accidental amb substàncies i productes quotidians.
L'ús constructiu del verí ha augmentat considerablement en l'era moderna. Avui, els verins s'utilitzen com a pesticida, com a desinfectant, i en solucions de neteja o conservants. Malgrat això, el verí continua emprant-se com a eina de caça en zones remotes de països en vies de desenvolupament, com Àfrica, Amèrica del sud i Àsia.

## Origen del verí

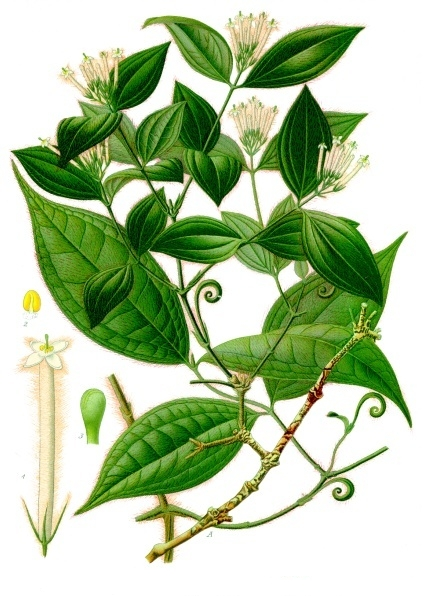
Strychnos toxifera, planta emprada per a fer dards i fletxes verinoses.

Hi ha descobriments arqueològics que proven que, mentre els primers homínids utilitzaven armes convencionals, com ara destrals, garrots i més tard espases, altres van buscar formes més subtils i destructives per a causar la mort (cosa que es podia aconseguir amb el verí). S'han trobat ranures per a emmagatzemar verins com la tubocurarina en les armes i eines de caça, la qual cosa demostraria que els primers humans havien descobert verins de potència variable i els havien aplicat a les seves armes. S'especula que aquest ús i existència de substàncies estranyes i nocives es va mantenir en secret entre els membres més importants de les tribus o clans que eren vistos com a emblemes d'un gran poder. Això podria haver propiciat el sorgiment de la figura del xaman o fetiller. Un cop descobert l'ús i el perill dels verins, es va fer evident que calia fer-hi alguna cosa. Mitridates VI Eupator, rei de Ponto (un antic estat hel·lenístic del nord d'Anatòlia), pels volts de 114-63 aC, vivia amb una por constant de ser assassinat per enverinament. Es va convertir en un ardu pioner en la cerca d'una cura per als verins. Gràcies a la seva posició de poder, va ser capaç de provar verins en criminals que s'enfrontaven a l'execució i, després, buscar si existia un possible antídot. A causa de la seva paranoia, s'administrava diàriament petites quantitats de verins en un intent per tornar-se immune a tants verins com li fos possible. Finalment, va descobrir una fórmula que combinava petites porcions de dotzenes dels remeis herbacis més coneguts en l'època, que va denominar mitridat (mithridatium). Aquest descobriment es va mantenir en secret fins que el seu regne va ser envaït per Gneu Pompeu Magne, que el va retornar a Roma. Després de ser derrotat per Pompeu, les prescripcions de l'antídot de Mitríades i les notes sobre plantes medicinals van ser portades a Roma, on van ser traduïdes al llatí. Plini el Vell va descriure més de 7.000 tipus de verins, un dels quals va ser descrit com: «la sang d'un ànec trobat en una àrea concreta de la regió de Pont, que vivia de menjar enverinat, va ser utilitzada per la preparació del mithridatum, ja que s'havia alimentat de plantes verinoses i no havia patit cap mal».

### Índia
El cirurgià indi Sushruta va definir les etapes de l'enverinament lent i els remeis per a aquests casos. També va esmentar els antídots i l'ús de substàncies tradicionals per a contrarestar els efectes de l'enverinament. A l'Antiga Índia, es van utilitzar verins com a armes, les tàctiques de guerra a l'antiga Índia fan referència al verí. Un vers en sànscrit les menciona: «Jalam visravayet sarmavamavisravyam ca dusayet.» que ve a dir «les aigües de fonts havien de ser barrejades amb verí i, per tant, contaminades». Chanakya (c. 350-283 aC), també conegut com a Kautilya, va ser conseller i primer ministre del primer emperador Chandragupta Maurya (c. 340-293 aC.). Kautilya va suggerir emprar mitjans com la seducció, l'ús secret d'armes i verí per a benefici polític. També va recomanar prendre precaucions minucioses contra l'assassinat, com ara tastadors de menjar i l'elaboració de formes de detectar el verí. A més, la pena de mort per violacions dels decrets reals va ser administrada sovint a través de l'ús verí.

### Egipte

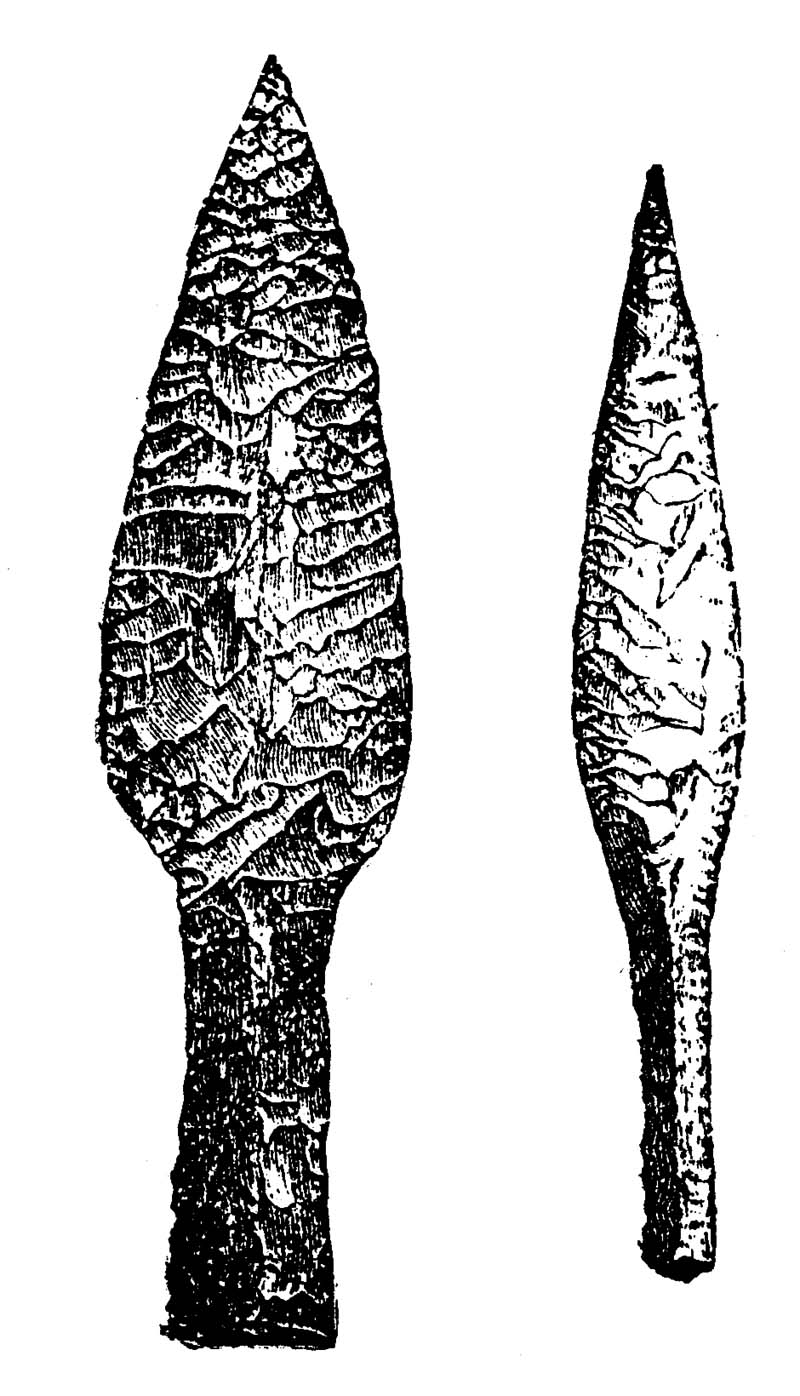
Un exemple d'una espasa i una llança de sílex, armes utilitzades per a la caça a l'antiguitat.

A diferència de moltes civilitzacions, els registres egipcis sobre el coneixement i l'ús de verins només es poden datar aproximadament a partir del 300 aC. No obstant això, es creu que el primer faraó egipci, Narmer, va estudiar les propietats de les plantes verinoses i dels verins, segons els primers registres. També es creu que els egipcis tenien coneixements sobre elements com l'antimoni, coure, arsènic, plom, opi i la mandràgora (entre altres), perquè es mencionaven als papirs. Actualment, es creu que els egipcis van ser els primers a dominar pròpiament la destil·lació i a manipular el verí que es pot obtenir de les llavors de préssec. Cleòpatra s'hauria enverinat a si mateixa amb un escurçó pirinenc després d'assabentar-se de la mort de Marc Antoni. Abans de morir, hauria utilitzat a moltes de les seves criades perquè actuessin com a conillets d'índies per a provar diferents verins, incloent la belladona, el jusquiam negre i la nou vòmica (d'on s'extreu l'estricnina). Després d'això, l'alquimista Agathodaemon (aproximadament el 300 dC) va parlar sobre un mineral que barrejat amb natró produïa un 'verí de foc'. Ell va descriure aquest verí com 'el que desapareix amb l'aigua' aportant una clara solució. Emsley va especular que 'el verí de foc' fos triòxid d'arsènic, un mineral que no estava identificat i que contenia tant realgar com orpiment, degut a la relació entre el mineral no identificat i els seus altres escrits.

### Roma

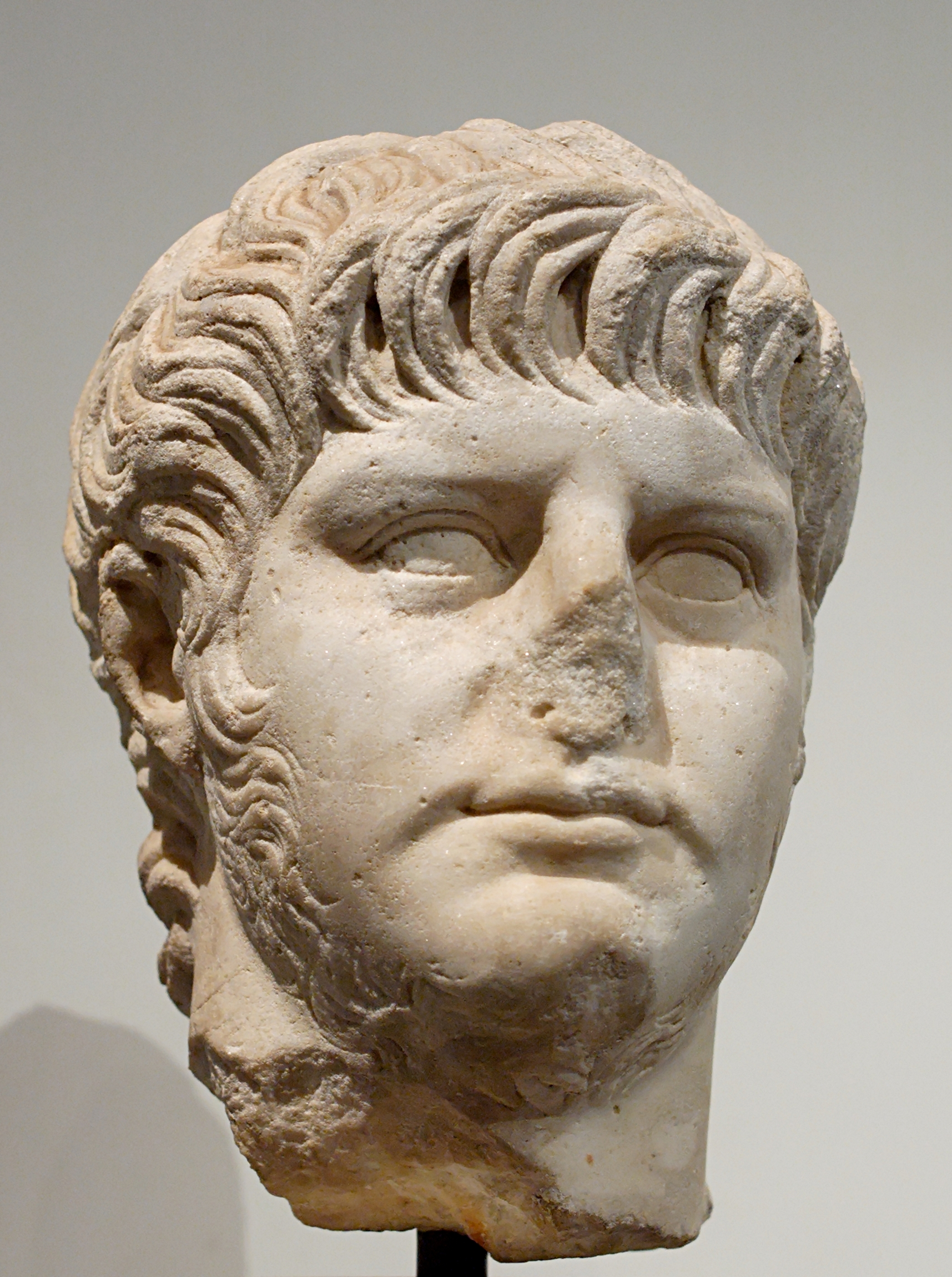
Bust de l'emperador romà Neró, que va utilitzar cianur per a eliminar els membres no desitjats de la seva família.

A l'Antiga Roma, l'enverinament dut a terme en els sopars o en àrees comunes d'alimentació o beguda no era estrany o, fins i tot, poc comú i succeïa des del 331 aC. Aquests enverinaments haurien estat fets en benefici propi en totes les classes de l'ordre socials. L'escriptor Titus Livi va descriure l'enverinament de membres de la classe alta i la noblesa romana, mentre que l'emperador Neró és famós per haver preferit l'ús de verí en els seus parents i per a això, fins i tot, va contractar a un emmetzinador personal. El verí preferit de Neró era el cianur. El seu predecessor, Claudi, suposadament va ser enverinat amb fongs o herbes verinoses. Això no obstant, els relats sobre la forma en què va morir Claudi varien en gran manera. El seu tastador Halotus, el seu metge Xenofont i l'emmetzinadora Locusta van ser acusats d'haver estat els administradors de la fatal substància; però es creia que el més probable era que Agripina, la seva última esposa, l'hagués assassinat o, i fins i tot, que li hagués administrat ella mateixa el verí. Algunes fonts informen que va morir després d'una agonia prolongada per haver ingerit una sola dosi en el sopar, mentre que unes altres sostenen que es va recuperar, només per a ser enverinat una vegada més per mitjà d'una ploma mullada en verí que va ser introduïda en la seva gola sota el pretext d'ajudar-lo a vomitar, o per unes farinetes enverinades o per un ènema. Es considera que Agripina és la principal sospitosa d'assassinat, ja que desitjava que el seu fill Neró ascendís al tron imperial, i Claudi havia començat a sospitar de les seves ambicions.

## L'Imperi Asiàtic tardà
Malgrat els efectes negatius del verí, que eren tan evidents en aquelles èpoques, s'estaven trobant cures amb el verí, fins i tot en un temps en què l'odi al verí era generalitzat. Es pot trobar un exemple en els treballs del metge, filòsof i acadèmic persa Al-Razí, autor de Secret dels Secrets, que era una llarga llista de compostos químics i minerals. Així mateix, es pot esmentar a Appratus, la primera persona que va destil·lar alcohol i ho va usar com un antisèptic, o que va suggerir usar el mercuri com un laxant. Va realitzar descobriments en relació amb un clorur de mercuri denominat sublimat corrosiu. Un ungüent derivat d'aquest sublimat va ser usat per a curar el que Al-Razi descriu com 'la picor', que ara coneixem com la sarna. Va resultar ser un tractament efectiu per la naturalesa tòxica del mercuri i a la seva habilitat de penetrar la pell, cosa que permetia eliminar la malaltia i la picor.

### Els suïcidis dels Nazis a través de verí
El líder de guerra nazi Hermann Göring va usar cianur per suïcidar-se la nit abans que se'l pengés durant els Judicis de Nuremberg. Adolf Hitler també hi havia portat una pastilla de cianur, però només va mossegar la part de sota de la càpsula i es va disparar al cap poc abans de la caiguda de Berlín, juntament amb la seva dona, Eva Braun.

## Actualment
| Verí/Droga                                      | Antídot                                            | Antídot |
| ----------------------------------------------- | -------------------------------------------------- | ------- |
| paracetamol (acetaminofen)                      | N-acetilcisteïna                                   |         |
| Anticoagulants de la vitamina K, Ex:. warfarina | vitamina K, protamina                              |         |
| narcòtic/opioide                                | naloxona                                           |         |
| ferro (i altres metalls pesants)                | deferoxamina                                       |         |
| Benzodiazepina                                  | flumazenil                                         |         |
| etilenglicol                                    | etanol o fomepizol                                 |         |
| metanol                                         | etanol o fomepizol                                 |         |
| cianur                                          | Nitrit d'amil, nitrit de sodi, i tiosulfat de sodi |         |

A finals del segle xx, va incrementar el nombre de productes verinosos usats quotidianament. El risc de ser enverinat avui dia rau més en el factor accidental, en què el verí és induït o pres per accident. Enverinar és la quarta causa més comuna de mort entre les persones joves. Les ingestions accidentals són més comunes en nens de menys de 5 anys.
Tanmateix, els serveis hospitalaris i d'emergència han millorat molt si es compara amb la primera meitat del segle XX i anteriorment, i els antídots són ja accessibles a la gent.
S'han trobat antídots per molts dels verins, i els antídots d'alguns dels verins més coneguts es poden veure a la següent taula:
Això no obstant, l'enverinament encara existeix com a entitat homicida avui dia, però no és tan popular en assassinats com ho va ser en el passat, probablement a causa de l'ampli ventall de maneres que hi ha de matar persones i altres factors que cal tenir en compte. Una de les morts més recents per enverinament va ser la del dissident rus Aleksandr Litvinenko, que va morir el 2006 a causa d'un enverinament letal per poloni-210.

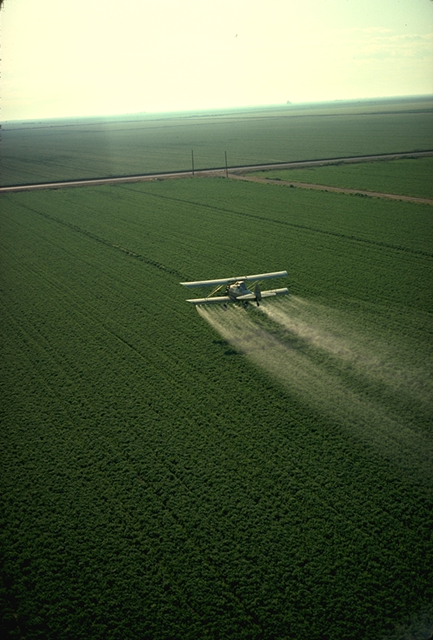
Un plaguicida escampant pesticides.

### Altres usos
Avui dia, el verí s'usa en una varietat més ampla de propòsits que en temps passats. Per exemple, el verí pot eliminar danys provocats per pesticides, o per matar males herbes. Se sap que aquests productes químics, coneguts com a pesticides, s'han usat des del 2500 aC. No obstant això, l'ús de pesticides ha augmentat sorprenentment des del 1950, i actualment s'usen 2,5 milions de tones de pesticides industrials cada any. D'altres verins s'utilitzen per mantenir els aliments i materials de construcció en bon estat.

### Cultura
Avui dia, a molts pobles arcaics a zones d'Àfrica, Amèrica del Sud i Àsia, la utilització del verí com una arma real de caça i atac encara perdura.
A l'Àfrica, algunes fletxes enverinades són fetes d'ingredients florals, com els que s'extreuen de la planta Acokanthera. Aquesta planta conté ouabain, que es glucòsid cardíac, baladre i Asclepias.
Les fletxes enverinades encara s'usen en àrees de la selva de Assam, Burma i Malàisia. Els ingredients per a l'elaboració dels verins s'extreuen bàsicament de les plantes Antiaris, Struchnos i Strophanthus i també Antiaris toxicaria (un arbre de la família de les moreres i de l'arbre del pa), per exemple, s'usa a l'illa de Java a Indonèsia, així com a moltes de les illes del seu voltant.
El suc o els extractes líquids s'unten a la punta de la fletxa, cosa que la paràlisi de l'objectiu, li provoca convulsions i/o que pateixi una parada cardíaca, virtualment en vaga a causa de la velocitat en què els extractes poden afectar la víctima. De la mateixa manera que hi ha verins que es fan amb plantes, n'hi ha d'altres que es fan amb animals. Per exemple, la larva o la pupa de l'escarabat del nord del desert de Kalahari, que s'usa per fer un enverinament lent que pot ser molt útil en la caça. S'aplica l'escarabat a la punta de la fletxa, esprement l'insecte. Llavors, es barreja amb la saba de la planta que serveix com a adhesiu. Tot i això, en comptes de saba, una pols feta de mort, es poden usar les vísceres de la larva.

## Verins i metzines a Catalunya
- Un verí molt habitual es preparava a partir de l'anomenada “herba de ballester”. Per a caçar, o en la guerra, els ballesters untaven la punta de les tretes amb el preparat indicat i així multiplicaven els efectes de la ferida.[5][6] També era efectiva per via oral i fou els sistema emprat per una dona de Lleida per a assassinar el seu marit.[7]
- Segons una creença popular el príncep Carles de Viana fou emmetzinat. Una llegenda de Gavà atribueix la preparació de la metzina a un jueu que vivia prop del castell d'Eramprunyà.[8]